# Bors (Canton of Montmoreau-Saint-Cybard)
Bors település Franciaországban, Charente megyében. Lakosainak száma 227 fő (2022. január 1.). Bors Bellon, Juignac, Montboyer, Pillac és Montmoreau községekkel határos.

## Népesség
A település népességének változása:
| Lakosok száma | 404  | 346  | 283  | 270  | 249  | 264  | 268  | 246  | 235  | 227  |
|               | 1968 | 1982 | 1990 | 2006 | 2013 | 2015 | 2017 | 2019 | 2020 | 2022 |